# 井澤基
井澤 基（いざわ もとい）は、アニメーション音響監督。

## 来歴・人物
1997年に電気通信大学機械制御工学科を卒業。1999年、AUDIO PLANNING Uに入社し、浦上靖夫に師事する。現在は退社し、フリーとして活動。

## 主な参加作品
※特記のない限り、音響監督としての参加

### テレビアニメ
- 名探偵コナン ※浦上靖夫と連名(3代目)
- ドラえもん ※アシスタントミキサー
- ブラック・ジャック
- ブラック・ジャック21
- RAGNAROK THE ANIMATION
- コードギアス 反逆のルルーシュ  ※浦上靖夫と連名
- コードギアス 反逆のルルーシュR2  ※浦上靖夫と連名
- 銀河へキックオフ!!
- テイルズ オブ ゼスティリア 〜導師の夜明け〜

### OVA
- コナンと平次と消えた少年  ※浦上靖夫と連名
- コナンとキッドとクリスタル・マザー  ※浦上靖夫と連名
- 標的は小五郎!! 少年探偵団丸秘調査
- 消えたダイヤを追え! コナン・平次vsキッド!
- 阿笠からの挑戦状! 阿笠vsコナン&少年探偵団
- 女子高生探偵 鈴木園子の事件簿
- 工藤新一 謎の壁と黒ラブ事件
- 新一と蘭・麻雀牌と七夕の思い出  ※浦上靖夫と連名
- サクラカプセル

### 劇場版アニメ
- 名探偵コナン 迷宮の十字路 （2003年、音響制作進行）
- 名探偵コナン 銀翼の奇術師 （2004年）[2]
- 名探偵コナン 水平線上の陰謀 （2005年）[3]
- 名探偵コナン 探偵たちの鎮魂歌 （2006年）[4]
- 名探偵コナン 紺碧の棺 （2007年）[5]
- 名探偵コナン 戦慄の楽譜 （2008年）[6]
- クレヨンしんちゃん 嵐を呼ぶジャングル （2000年、音響制作アシスタント）
- クレヨンしんちゃん 嵐を呼ぶ モーレツ!オトナ帝国の逆襲 （2001年、音響制作進行）※鈴木紀子との連名
- クレヨンしんちゃん 嵐を呼ぶ アッパレ!戦国大合戦 （2002年、音響制作進行）※鈴木紀子との連名
- クレヨンしんちゃん 嵐を呼ぶ 栄光のヤキニクロード （2003年、音響制作進行）
- コードギアス 反逆のルルーシュ I 興道（2017年） ※ 浦上靖之との連名
- コードギアス 反逆のルルーシュ Ⅱ 叛道（2018年） ※ 浦上靖之との連名
- コードギアス 反逆のルルーシュ Ⅲ 皇道（2018年） ※ 浦上靖之との連名
- ドラえもん のび太の太陽王伝説 （2000年、音響演出アシスタント）

### ゲーム
- トップをねらえ! GunBuster（2005年、PlayStation 2）